# Baudouin Ier de Rubempré
 (novembre 2024).
La mise en forme du texte ne suit pas les recommandations de Wikipédia : il faut le « wikifier ».
Les points d'amélioration suivants sont les cas les plus fréquents :
- Les titres sont pré-formatés par le logiciel. Ils ne sont ni en capitales, ni en gras.
- Le texte ne doit pas être écrit en capitales (les noms de famille non plus), ni en gras, ni en italique, ni en « petit »…
- Le gras n'est utilisé que pour surligner le titre de l'article dans l'introduction, une seule fois.
- L'italique est rarement utilisé : mots en langue étrangère, titres d'œuvres, noms de bateaux, etc.
- Les citations ne sont pas en italique mais en corps de texte normal. Elles sont entourées par des guillemets français : « et ».
- Les listes à puces sont à éviter, des paragraphes rédigés étant largement préférés. Les tableaux sont à réserver à la présentation de données structurées (résultats, etc.).
- Les appels de note de bas de page (petits chiffres en exposant, introduits par l'outil «  Source ») sont à placer entre la fin de phrase et le point final[comme ça].
- Les liens internes (vers d'autres articles de Wikipédia) sont à choisir avec parcimonie. Créez des liens vers des articles approfondissant le sujet. Les termes génériques sans rapport avec le sujet sont à éviter, ainsi que les répétitions de liens vers un même terme.
- Les liens externes sont à placer uniquement dans une section « Liens externes », à la fin de l'article. Ces liens sont à choisir avec parcimonie suivant les règles définies. Si un lien sert de source à l'article, son insertion dans le texte est à faire par les notes de bas de page.
- La présentation des références doit suivre les conventions bibliographiques. Il est recommandé d'utiliser les modèles {{Ouvrage}}, {{Chapitre}}, {{Article}}, {{Lien web}} et/ou {{Bibliographie}}. Le mode d'édition visuel peut mettre en forme automatiquement les références.
- Insérer une infobox (cadre d'informations à droite) n'est pas obligatoire pour parachever la mise en page.

Pour une aide détaillée, merci de consulter Aide:Wikification.
Si vous pensez que ces points ont été résolus, vous pouvez retirer ce bandeau et améliorer la mise en forme d'un autre article.
Baudouin Ier de Rubempré (1215-1289) est un noble picard du XIIIe siècle, seigneur de Rubempré et gouverneur de Guise.

## Biographie
Baudouin Ier de Rubempré naît en 1215 dans la seigneurie de Rubempré, située dans l’actuelle Somme. Il est le fils d’Alexandre (dit Sans-Terre) de Hongrie, prétendu fils d’André II de Hongrie, et d’Isabelle de Brienne, issue d’une famille influente de Champagne. Par cette filiation, Baudouin peut-être considéré comme un prétendant légitime au trône de Hongrie.

## Rôle seigneurial
Il hérite de la seigneurie de Rubempré et occupe le rôle de gouverneur de Guise, une fonction qui lui confère un statut important dans le nord du royaume de France.
En effet, il est chargé d'administrer et de défendre la ville de Guise et ses environs. Située dans l'actuel département de l'Aisne, la cité de Guise revêtait une importance stratégique au XIIIe siècle en raison de sa position sur les axes dépendants de Paris, des Flandres et du Saint-Empire romain germanique. À cette époque, la ville était fortifiée et jouait un rôle clé dans la défense des frontières septentrionales du royaume de France.

## Union et descendance
En 1243, il épouse Marie de Picquigny (1228-1274), dame de Molliens-Vidame et fille de Jean Ier de Picquigny, vidame d’Amiens, et de Marguerite de Beaume. Ce mariage renforce les liens entre deux grandes familles picardes.
De cette union naît un fils unique :  
- Baudouin II de Rubempré (1291-1322), seigneur de Rubempré, Authie, Glisieu et Eggicourt.

## Héritage
Grâce à ses alliances et à ses fonctions, Baudouin Ier contribue au renforcement de l’influence de la maison de Rubempré dans la région picarde. Sa descendance continue de jouer un rôle notable dans la noblesse locale.